# Šehovci (Mrkonjić Grad)
Šehovci (szerbül: Шеховци) falu Bosznia-Hercegovinában, Bosanska krajina területén, a Szerb Köztársaságban, Mrkonjić Grad községben.

## Fekvése
Bosznia-Hercegovina közép-nyugati részén, Banja Lukától légvonalban 33, közúton 46 km-re délre, községközpontjától légvonalban 7 km-re, közúton 9 km-re északra, a Dinári-hegységben, a Manjača-hegység lejtőin található. 

## Népessége
| Nemzetiségi csoport | Népesség 1991 | Népesség 2013 |
| ------------------- | ------------- | ------------- |
| Szerb               | 629           | 254           |
| Bosnyák             | 0             | 0             |
| Horvát              | 1             | 0             |
| Jugoszláv           | 5             | 0             |
| Egyéb               | 7             | 0             |
| Összesen            | 642           | 254           |

## Története
A település középkori népességéről az itt levő hat középkori temető és a máig nagy számban fennmaradt késő középkori sírkövek tanúskodnak. Ezek a sírkövek a kereszténység főáramlatának behódolni nem akaró, eredetileg Boszniában élő bogumilok díszesen faragott középkori sírkövei voltak. A legrégebbi ilyen sírkövek a 12. század második feléből származnak, de csak a 14-15. században terjedtek el Bosznia-Hercegovina, Szerbia, Horvátország és Montenegró területén.
A Banja Luka és Mrkonjić Grad közötti hegyvidék a középkori zemljaniki plébániához tartozott, amelyet II. Prijezda bosnyák bán 1287-ből származó oklevele említ. Šehovci az oklevélben még „Podscuycha” alakban szerepel. Zmijanje a Jajcától északra fekvő Orbász völgyének várainak elesésével 1527-1528-ban került oszmán uralom alá. Az 1540-ig tartó első időszakban ezt a területet a Bródi kádilukhoz tartozó Vrhovina náhijéhez csatolták, majd az 1535-1540 közötti időszakban, amikor az oszmánok átkeltek a Száván, Zmijanje a Boszniai szandzsákba tartozó Kobaši kádilukhoz tartozott. A helyzet lecsendesedésével a Zmijanje náhije különvált. Először az 1541-es defterben említik a Kobaši kádiluk részeként. Az itt élő lakosságot vlachnak nevezték, mely abban a korban az állattenyésztő szerbek hagyományos elnevezése volt. 1592-től a Banja Luka-i kádilukban volt. Az oszmán uralom első éveiben a Zmijanje náhije magába foglalta az Orbász (Vrbas) és a Szana folyók közötti teljes területet, valamint délen a Mrkonjić Grad feletti Kozare, Dimitor és Lisina hegyeket. Kicsit később a Trijebovói náhije, mely Mrkonjić Grad környékén feküdt, levált róla. Egyes adatok szerint a 16. század közepétől származó összeírásokban szereplő lakosok ortodoxok voltak.
A falu 1878-ig tartozott az Oszmán Birodalomhoz, majd az Osztrák-Magyar Monarchia része lett. 1879-ben az első osztrák-magyar népszámlálás során Šehovci községnek 93 háza és 643 ortodox szerb lakosa volt. 1910-ben Šehovci községben összesen 153 házat, 905 ortodox szerb, 4 muszlim és 52 katolikus lakost számláltak. A monarchia szétesésével 1918-ben előbb a Szerb-Horvát-Szlovén Királyság, majd 1929-től a Jugoszláv Királyság része. 1921-ben Šehovci községben összesen 154 házat és 858 lakost számláltak. 1945-től a szocialista Jugoszlávia része volt. Jugoszlávia megszállása után a falu a Független Horvát Állam (NDH) része lett, majd nem sokkal ezután megkezdődött a szerb lakosság lázadása az új hatalommal szemben, melyet a szerbek elleni usztasa támadások követtek.
A településen az 1991-es népszámlálás adatai szerint 642-en éltek. A település 1995 szeptemberéig a boszniai szerb katonai egységek ellenőrzése alatt állt. A Déli Mozdulat hadművelet során lakossága a horvát hadsereg közeledtére elmenekült, a horvátok pedig megszálllták a falut. A boszniai háborút lezáró daytoni békeszerződés rendelkezése alapján az ország területét felosztották a Bosznia-hercegovinai Föderáció és a boszniai Szerb Köztársaság között, ennek során a település a Boszniai Szerb Köztársasághoz és Mrkonjić Grad községhez került. 

## Nevezetességei
- Batiničko groblje – középkori temető a Gornji Šehovci Dragovac-forrás mellett 10 db fennmaradt stećak sírkővel, az egyik sírkövön félhold motívummal.[4]

- Begluci, Gornji Šehovci – Jarići. Késő középkori temető 90 db nyugat-keleti tájolású, egyszerű sírkővel.[4]

- Hanovi, Gornji Šehovci – középkori temető a pravoszláv temető mellett 10 db nyugat-keleti tájolású, egyszerű sírkővel.[4]

- Pločice - Gornji Šehovci – középkori temető, 2 db nyugat-keleti tájolású sírkővel.[4]

- Poljice - Gornji Šehovci – középkori temető, mintegy 15 db, egy nagyobb csoportban elhelyezett sírkővel. A többi elpusztult.[4]

- Rošića greda – két részre csoportosított, mintegy 30 db középkori sírkővel.[4]